# San Giuliano Milanese
San Giuliano Milanese je italská obec v metropolitním městě Milán v oblasti Lombardie.
K prosinci 2020 zde žilo 38 274 obyvatel.

## Sousední obce
Carpiano, Colturano, Locate di Triulzi, Mediglia, Melegnano, San Donato Milanese